# Clase Bogue
La clase Bogue de la Armada de los Estados Unidos consistió en cuarenta y cinco portaaviones de escolta construidos durante la II Guerra Mundial. Varios de estos buques fueron transferidos a la Marina Real Británica y renombrados. Tres las unidades se perdieron en combate, una hundida y las otras dos dañadas y dadas de baja en el servicio militar.
Después de la guerra, la Armada de los EE. UU. mantuvo en servicio diez barcos de clase Bogue y los reclasificaron para operaciones de transporte de helicópteros y aviones. Los restantes buques supervivientes de la guerra o fueron enviados al desguace o fueron entregados como mercantes al servicio comercial, siendo desguazados en los años siguientes.

## Unidades
Unidades de la clase Bogue:
Primera tanda, Conversión de buques de carga C-3.
- (CVE-6) HMS Battler: activo entre 1942 y 1946. Desguazado en 1946.
- (CVE-7) HMS Attacker: activo entre 1942 y 1945. Desguazado en 1960.
- (CVE-8) HMS Hunter: activo entre 1942 y 1946. Desguazado en 1947.
- (CVE-9) USS Bogue: activo entre 1943 y 1946. Desguazado en 1947.
- (CVE-10) HMS Chaser: activo entre 1942 y 1945. Desguazado en 1960.
- (CVE-11) USS Card: activo entre 1942 y 1945. Desguazado en 1971.
- (CVE-12) USS Copahee: activo entre 1942 y 1946. Desguazado en 1961.
- (CVE-13) USS Core: activo entre 1942 y 1946. Desguazado en 1971.
- (CVE-14) HMS Fencer: activo entre 1943 y 1945. Desguazado en 1975.
- (CVE-15) HMS Stalker: activo entre 1942 y 1945. Desguazado en 1975.
- (CVE-16) USS Nassau: activo entre 1942 y 1946. Desguazado en 1961.
- (CVE-17) HMS Pursuer: activo entre 1942 y 1946. Desguazado en 1946.
- (CVE-18) USS Altamaha: activo entre 1942 y 1946. Desguazado en 1961.
- (CVE-19) HMS Striker: activo entre 1943 y 1946. Desguazado en 1948.
- (CVE-20) USS Barnes: activo entre 1943 y 1946. Desguazado en 1960.
- (CVE-21) USS Block Island: activo desde 1942, hundido el 29 de mayo de 1944 por torpedos del submarino alemán U-549
- (AVG-22) HMS Searcher: activo entre 1943 y 1945. Desguazado en 1976.
- (CVE-23) USS Breton: activo entre 1943 y 1946. Desguazado en 1972.
- (AVG-24) HMS Ravager: activo entre 1943 y 1946. Desguazado en 1973.
- (CVE-25) USS Croatan: activo entre 1943 y 1946. Desguazado en 1971.
- (BAVG-6) HMS Tracker: activo entre 1943 y 1946. Desguazado en 1964.
- (CVE-31) USS Prince William: activo entre 1943 y 1946. Desguazado en 1961.

Segunda tanda, construidos desde la quilla hacia arriba como portaaviones de escolta. Todos fueron construidos por Seattle-Tacoma Shipbuilding Corporation.
- (CVE-32) HMS Slinger: activo entre 1943 y 1946. Desguazado en 1970.
- (CVE-33) HMS Atheling: activo entre 1943 y 1946. Desguazado en 1967.
- (CVE-34) HMS Emperor: activo entre 1943 y 1946. Desguazado en 1946.
- (CVE-35) HMS Ameer: activo entre 1943 y 1946. Desguazado en 1969.
- (CVE-36) HMS Begum: activo entre 1943 y 1946. Desguazado en 1974.
- (CVE-37) HMS Trumpeter: activo entre 1943 y 1945. Desguazado en 1971.
- (CVE-38) HMS Empress: activo entre 1943 y 1946. Desguazado en 1946.
- (CVE-39) HMS Khedive: activo entre 1943 y 1946. Desguazado en 1975.
- (CVE-40) HMS Speaker: activo entre 1942 y 1945. Desguazado en 1972.
- (CVE-41) HMS Nabob: activo desde, dañado el 10 de octubre de 1944 por torpedos del submarino alemán U-354, se decidió no repararlo, devuelto al servicio mercantil y desguazado en 1977.
- (CVE-42) HMS Premier: activo entre 1943 y 1946. Desguazado en 1974.
- (CVE-43) HMS Shah: activo entre 1943 y 1946. Desguazado en 1966.
- (CVE-44) HMS Patroller: activo entre 1943 y 1947. Desguazado en 1974.
- (CVE-45) HMS Rajah: activo entre 1944 y 1947. Desguazado en 1975.
- (CVE-46) HMS Ranee: activo entre 1943 y 1947. Desguazado en 1975.
- (CVE-47) HMS Trouncer: activo entre 1944 y 1946. Desguazado en 1973.
- (CVE-48) HMS Thane: activo desde 1943, dañado el 29 de mayo de 1944 por torpedos del submarino alemán U-1172, no reparado y enviado al desguace.
- (CVE-49) HMS Queen: activo entre 1943 y 1946. Desguazado en 1972.
- (CVE-50) HMS Ruler: activo entre 1943 y 1946. Desguazado en 1946.
- (CVE-51) HMS Arbiter: activo entre 1943 y 1946. Desguazado en 1972.
- (CVE-52) HMS Smiter: activo entre 1944 y 1946. Desguazado en 1967.
- (CVE-53) HMS Puncher: activo entre 1944 y 1946. Desguazado en 1973.
- (CVE-54) HMS Reaper: activo entre 1943 y 1946. Utilizado en la Operación LUSTY. Desguazado en 1967.